# Mikołaj Płaza
Mikołaj Płaza herbu Topór (zm. w 1615/1616 roku) – kuchmistrz koronny w latach 1606-1615, dworzanin królewski, starosta brzeźnicki.
7 października 1606 roku podpisał ugodę pod Janowcem.